# Jirsko 2.díl
Jirsko 2.díl je díl osady Jirsko, část obce Svijanský Újezd v okrese Liberec. Nachází se asi 1,5 kilometru jihozápadně od Svijanského Újezda. Jirsko 2.díl leží v katastrálním území Svijanský Újezd.

## Historie
První písemná zmínka o vesnici pochází z roku 1436.